# Estación Mayor José Orellano
Mayor José Orellano es una estación ferroviaria ubicada en la localidad de Germania, Partido de General Pinto, Provincia de Buenos Aires, Argentina.

## Servicios
Pertenece al Ferrocarril General San Martín de la red ferroviaria argentina, en el ramal que une las estaciones de Chacabuco hasta ésta.

## Historia
En el año 1905 fue inaugurada la Estación (originalmente llamada Germania), por parte del Ferrocarril Buenos Aires al Pacífico, en el ex ramal a esta estación.